# De Har
De Har, vroeger ook De Harde genoemd, is een streekje in de gemeente Eemsdelta in de Nederlandse provincie Groningen. Het ligt globaal in het gebied rond de Huizingerweg en de Delleweg ten zuidwesten van Westeremden en ten noorden van Stedum. Het bestaat uit enkele verspreid gelegen boerderijen.

## Naam
De betekenis van de naam is waarschijnlijk 'zandige hoogte' (haar). De schoolmeester van Westeremden noemde in 1828 als alternatieve verklaring 'denkelyk, om de meerdere hardheid en onvruchtbaarheid van den grond aldaar'.

## Boerderijen
Aan de Huizingerweg 43 staat boerderij De Har, die in 1936 werd gebouwd naar ontwerp van architect Albert Wiersma in een Groninger variant op de Amsterdamse School. Ten zuiden daarvan staat aan de Delleweg 8 boerderij Oude Har uit 1901.